# Lastreopsis silvestris
Lastreopsis silvestris är en träjonväxtart som beskrevs av D. A. Smith och Tindale. Lastreopsis silvestris ingår i släktet Lastreopsis och familjen Dryopteridaceae. Inga underarter finns listade.